# Балка Плюшкина
Балка Плюшкина — балка в России, расположена в Руднянском районе Волгоградской области. По балке протекает водоток длиной 12 км, впадающий в реку Щелкан справа. Площадь водосборного бассейна — 70 км².

## Данные водного реестра
По данным государственного водного реестра России относится к Донскому бассейновому округу, водохозяйственный участок реки — Терса, речной подбассейн реки — Бассейн прит-в Дона м/д впад. прит-в Хопра и С. Донца. Речной бассейн реки — Дон (российская часть бассейна).
Код объекта в государственном водном реестре — 05010300212107000008916.